# Inger sulla spiaggia
Inger sulla spiaggia (Inger på stranden), inizialmente intitolato Notte d'estate, è un dipinto a olio su tela (126×161 cm) del pittore norvegese Edvard Munch, realizzato nel 1889 e conservato al museo d'arte di Bergen.

## Storia
Nell'estate del 1889, Munch affittò una piccola abitazione ad Åsgårdstrand, una piccola città norvegese nei pressi del fiordo di Oslo, già luogo di villeggiatura per diversi cittadini e artisti della vicina Christiania (oggi Oslo); fra questi, vi erano due amici di Munch, Christian Krohg e Frits Thaulow. Munch divenne molto legato alla cittadina, che iniziò a fare da sfondo a molti dei suoi quadri; di questi, vi è Ingers sulla spiaggia, dipinto nel suo primo anno di permanenza ad Åsgårdstrand, precisamente nel 1889. Per il dipinto posò la sorella Ingrid; il dipinto, inoltre, fu preceduto da una serie di studi che Munch fece tra le 9 e le 11 di sera per studiare le qualità luminose delle notti estive norvegesi.
Pochi mesi dopo che fu ultimato, il dipinto (in origine intitolato Notte d'estate) fu esposto per la prima volta al pubblico nella mostra d'arte di Christiania. L'opera suscitò asperrime critiche: Morgenbladet fu categorico nel definirlo «privo di senso», e altre voci disapprovarono la resa artistica delle «pietre che sembrano essere fatte di una sostanza soffice, senza forma». Ancora più acerba fu la critica di Aftenposten, secondo cui la figura umana effigiata nell'opera è «un'entità fisica senza alcuna traccia di vita [...], e non veritiera sia per la sua forma che per i suoi colori [...] Nel complesso, quest'opera sembra avere un valore artistico così infimo che mi sembra difficile giustificare la sua presenza all'esibizione». 
Inger sulla spiaggia venne acquistato da Erik Werenskiold nel 1909; fu successivamente ceduto al collezionista d'arte norvegese Rasmus Meyer nel 1924. Attualmente, il dipinto è esposto alla galleria d'arte di Bergen.

## Descrizione
Il dipinto raffigura Inger, la giovane sorella di Munch, mentre siede da sola sulle rocce granitiche della scogliera di Åsgårdstrand, in Norvegia. La sua veste bianca diafana è in netto contrasto con il grigiore delle pietre e con i toni blu e violacei dell'acqua marina alle sue spalle. La scena è ambientata in estate, come suggerito dal titolo originario del dipinto e dalla luce calda e diffusa che pervade la scena, tipica delle sere di luglio del Nord.